# Потаушка
Пота́ушка(чув. Пӑтавӑш) — река в России, протекает в Вурнарском районе Чувашской Республики. Левый приток реки Кошлаушки.

## География
Исток Потаушки в лесном массиве восточнее деревни Ершипоси (по другим данным — в 1 км к югу от деревни Ершипоси). Река течёт на восток рядом с населёнными пунктами Одиково, Кошлауши, Хора-Сирма, Кольцовка, Нижние Абакасы и у бывшей деревни Зеленовка впадает в реку Кошлаушку. Устье реки находится в 7,6 км по левому берегу реки Кошлаушки, в 1 км к югу от Зеленовки. Длина реки составляет 11 км, площадь водосборного бассейна — 42,3 км², густота речной сети 0,33 км/км². Река входит в Цивиль-Анишский гидрологический район, в верховьях пересыхающая. Питание смешанное, в основном снеговое. Замерзает в ноябре, вскрывается в апреле, имеет 1 приток — Велтре́н (чув. Вĕлтрен).

## Данные водного реестра
По данным государственного водного реестра России относится к Верхневолжскому бассейновому округу, водохозяйственный участок реки — Цивиль от истока и до устья, речной подбассейн реки — Волга от впадения Оки до Куйбышевского водохранилища (без бассейна Суры). Речной бассейн реки — (Верхняя) Волга до Куйбышевского водохранилища (без бассейна Оки).
Код объекта в государственном водном реестре — 08010400412112100000353.

## Название
- От мар. пӑта — «ветка», ваш — «река»[2];
- от морд. пота — «пятиться», ваш в значении «река»;
- от мар. потто — «болтало» (орудие для пугания рыбы)[3]:301.

### Прежние названия
Чув. Леш:120, Потауша (Пудаушка), Падаушка.

## Приток
Велтре́н (Вĕлтрен). Исток около деревни Большие Абакасы Ибресинского района, впадает в Потаушку около деревни Кольцовка Вурнарского района, протекает по южной границе участка Вурнарского сельскохозяйственного техникума. Чувашское название: вӗлтрен, вӗлтӗрен, вӗтрен — «крапива».